# شانه‌موش اریکا
شانه‌موش اریکا (نام علمی: Ctenomys erikacuellarae) نام یک گونه از سرده شانه‌موش است.